# Le Village perdu
Pour plus de détails, voir Fiche technique et Distribution.
Le Village perdu est un film français, réalisé par Christian Stengel et sorti en 1947.

## Synopsis
Dans le paisible village alpin de Granges-de-Mortes, un drame vient de se dérouler : Gustave  Bœuf, le Don Juan du village, est mort mystérieusement au pied d'un calvaire. Peu après, un paysan, qu'on soupçonne de l'avoir assassiné, se pend à une branche de la croix. Mais est-ce vraiment lui le coupable ?
Angélique Barrodet, une vieille fille un peu sorcière, qui fut la fiancée de Gustave avant qu'il ne l'abandonne le jour même de son mariage, mène l'enquête à sa façon.

## Fiche technique
- Titre : Le Village perdu
- Réalisation : Christian Stengel
- Scénario : André-Paul Antoine, d'après le roman Le Village perdu de Gilbert Dupé, Éditions de la Table ronde, Paris, 1946, 303 pages / Dialogues : Gibert Dupé
- Directeur de la photographie : Marcel Grignon
- Musique : Marcel Delannoy
- Montage : Henri Taverna
- Décors : Lucien Aguettand
- Ingénieur du son : Louis Aguilé
- Directeur de production : Maurice Juven
- Société de production : Agence Générale Cinématographique
- Société de distribution : Consortium du Film
- Pays de production : France
- Format : noir et blanc
- Genre : film dramatique
- Durée : 95 minutes
- Tournage : du 6 février au 28 avril 1947 dans un village abandonné de la Vallée de la Tarentaise at aux studios de la Rue François-Ier à Paris
- Date de sortie : 26 novembre 1947
- Affiche : Jacques Bonneaud (France)

## Distribution
- Gaby Morlay : Angélique Barrodet
- Alfred Adam : Gustave Bœuf
- Lucienne Laurence : Josette Marny
- Jean Wall : Tancuaz, le cabaretier
- Guy Decomble : Jean Pétrat
- Lil Boël : la supérieure
- Guy Favières : le notaire
- Arlette Merry : Berthe Tancuaz
- Line Noro : Amélina Landrin
- Noël Roquevert : le père Landrin
- Yves Furet : Arsène Landrin
- Maurice Marceau : le sergent
- René Génin : Toubredin
- Marcel Delaître : Rondelot
- Maurice Schutz : Chardon
- Léonce Corne : le docteur
- Marthe Mellot : la vieille dame
- Albert Malbert : Paturet
- Charles Vissières : un vieux montagnard
- Albert Rémy : un montagnard
- Julienne Paroli : Madame Chardon